# Héctor Ortiz
Héctor Ortíz (né le 20 décembre 1928 et mort à une date inconnue) fut joueur de football international mexicain, qui évoluait au poste de milieu de terrain.

## Biographie

### Club
En club, c'est dans l'équipe mexicaine du Club Deportivo Marte qu'il a évolué une partie de sa carrière.

### International
Il participa à la coupe du monde 1950 au Brésil avec la sélection mexicaine.
Lors du match contre la Yougoslavie, le défenseur Srđan Mrkušić commit une faute sur Guadalupe Velázquez à la 88e minute, ce qui provoqua un penalty, transformé par Ortíz, portant le score final à 4-1 pour les Yougoslaves.